# 胡公 (陳)
胡公（ここう）は、西周の諸侯である陳の初代の君主。姓は嬀、名は満。舜の後裔とされる。周の建国後、武王は舜の後裔を探して嬀満を見いだした。嬀満は武王の長女を妻に迎え、陳（現在の河南省周口市淮陽区）に封じられ、舜の祭祀を継いだ。申公、相公の父。
王莽が皇帝に即位したとき、陳の胡王に追封された。南宋の通志氏族略によれば、中国の姓の一つ「胡」は、胡公に由来するという。
ベトナム胡朝の初代皇帝胡季犛は、胡公の子孫を称している。また、胡公は舜の後裔とされるため、舜は胡朝の始祖として認められている。